# Civilization II
Civilization II (česky Civilizace II) je druhým dílem úspěšné série tahových strategických počítačových her typu 4X od společnosti MicroProse - viz Civilization (herní série). Byla vydána v roce 1996.
Klony této série (například FreeCiv a C-evo) čerpají ponejvíce právě z Civilizace II.

## Popis hry
Civilizace II má oproti jiným hrám široký záběr co do epochy, v níž se odehrává. Hra začíná v roce 4000 před n. l. a hráč postupně vynalézá mnoho desítek technologií, jako železo, psaní, jízdu na koni, později střelný prach, železnici a spalovací motor a nakonec tanky, jadernou energii a lety do vesmíru.
Hráč začíná s jednou, někdy dvěma jednotkami osadníků. Z nich postaví město, které produkuje vojenské jednotky a další osadníky, nebo též budovy zvyšující produktivitu města. Podstatou hry je úspěšně řídit říši a moudře rozdělit prostředky mezi armádu, vědu, rozvoj měst, průzkum, zabírání nových území apod.
Hráč se při hře setkává s jinými civilizacemi, které jsou řízené počítačem nebo jinými hráči. S nimi může soupeřit o zabrání území, bojovat pomocí vojenských jednotek, vyjednávat mír či spojenectví, nebo spolupracovat (například výměnou technologií).

### Vítězství
Zvítězit lze několika způsoby (některé jsou dostupné pouze v určitých verzích):
- Zničením ostatních civilizací
- Vysláním kosmické lodi ke kolonizaci jiné planety
- Pokud nikdo nezvítězí v daném počtu tahů, je za vítěze pokládána civilizace s nejvyšším skóre.

### Civilizace
Ve hře můžete hrát za 21 různých civilizací: Američané, Angličané, Aztékové, Babyloňané, Číňané, Egypťané, Francouzi, Germáni, Indové, Japonci, Kartágincové, Keltové, Mongolové, Peršané, Rusové, Řekové, Římané, Siouxové, Španělé, Vikingové a Zulové. Barbaři jsou nehratelné NPC postavy.

### Správa měst
Každé město obdělává v závislosti na své velikosti jistý počet políček, které generují:
- Jídlo umožňující růst města
- Suroviny potřebné pro údržbu jednotek, stavbu budov a jednotek
- Obchod, který hráč může libovolně rozdělit na:
  - Zlato, potřebné k údržbě budov, poplatkům jiným civilizacím (například výměnou za neútočení) nebo k rychlému dokončení urgentně potřebné jednotky
  - Vědu, která ovlivní rychlost vynalézání technologií
  - Luxus, který ovlivňuje spokojenost obyvatel ve městě

Různá pole generují různá množství výše uvedeného, například pastviny (grassland) generují hodně jídla, lesy poskytují suroviny apod. Existují též bonusová políčka, například les se zvěří produkuje více jídla, než běžný les.
Výnos polí lze ovlivnit stavbou terénních úprav, například dolů a zavlažování, dále pak silnic a železnic, které navíc umožňují rychleji přepravovat jednotky.
Ve městech lze stavět jen to, co již bylo vynalezeno:
- vojenské jednotky (lučištníci, paroloď, tank, bombardér, křižník, nukleární střela apod.)
- nevojenské jednotky (osadníci, diplomat, transportní loď, karavana)
- budovy, které slouží např. ke
  - zvýšení produktivity města v jídle, surovinách, vědě a zlatu (továrna, univerzita apod.)
  - zvýšení spokojenosti obyvatel (chrám, katedrála)
  - snížení znečištění (průmysl zamořuje okolní políčka na mapě; není-li znečištění odstraňováno, může vést ke globálnímu oteplení)
  - zvýšení odolnosti města proti útokům ze země, moře a vzduchu nebo nukleárním útokům (hradby, protiletecká baterie)
  - stavbě zkušených jednotek (například ve městě bez kasáren jsou produkovány nezkušené pozemní jednotky, které jsou podřadné, pokud zkušenost nezískají vyhranou bitvou)
- divy světa, velmi nákladné projekty, z nichž každý může být postaven jen jednou civilizací. Například Marco Polo's embassy poskytne špionážní informace o všech ostatních civilizacích, Great Library poskytne všechny technologie, které již jsou známy dvěma dalším civilizacím, SETI program zvýší vědu produkovanou ve městech apod.

Obyvatelé města jsou na začátku hry nespokojení (až na daný počet, který závisí na obtížnosti hry a velikosti říše) a je nutné je změnit na spokojené nebo šťastné pomocí budov, vojenských jednotek ve městě, divů nebo luxusu. Pokud v některém městě je více nespokojených obyvatel než šťastných, dojde k tzv. revoltě a město přestane produkovat.

### Boje
Pozemní jednotky se v zásadě dělí na obranné, těžké útočné a polní útočné. Každá jednotka má útočnou a obrannou sílu; výsledek souboje je ovlivněn řadou bonusů například za terén, za zkušenost jednotky, obránce dostává výhodu ve městě a v pevnosti apod.
Aby nemohla například starověká legie zničit útočící bitevní loď (jako tomu bylo v prvním dílu), byl mechanismus útočné a obranné síly ještě obohacen o tzv. "hit points" a "firepower". Například katapult útočící na mušketýry na rovině má vyšší útočné číslo, než je obranné číslo mušketýrů, takže většinu kol souboje udílí poškození on mušketýrům a ne naopak. Nicméně mušketýři mají více hit-points a proto je potřeba větší poškození k jejich zničení. Tato kola se opakují, dokud jedna z jednotek není zničena.

### Forma vlády
Hráč může během hry změnit formu vlády – například fundamentalismus má nízkou údržbu jednotek, monarchie podporuje růst měst, demokracie generuje mnoho vědy, ale ztěžuje vedení války apod.

## Rozdíly oproti prvnímu dílu série
- Jednotka, která souboji zvítězí, je obvykle poškozena; pokud se neopraví, má nižší šance v dalším boji.
- Systém budov i jednotek je mnohem bohatší (například mezi rytíři a tanky v prvním dílu nic nebylo, ve druhém jsou tam dragouni a kavalérie). Přibyly řízené nukleární střely, protiraketové křižníky, starověcí lukostřelci apod.
- Diplomacie byla rozšířena o další prvky, mj. příměří a spojenectví.